# Remington Steele
Remington Steele (no Brasil, "Jogo Duplo") foi uma série de televisão estadunidense exibida pela primeira vez pela rede NBC entre 1982 a 1987. 
Teve ao todo 94 episódios, mostrando os casos de uma detetive particular (Stephanie Zimbalist) que associa-se a um ex-ladrão (Pierce Brosnan), o qual assume a identidade de um detetive fictício que ela criara para sua agência de investigações.
O elenco, além de Stephanie como Laura Holt e Pierce como "Remington Steele", contava ainda com Doris Roberts como Mildred Krebs.
Posteriormente e curiosamente Pierce Brosnan, se consagraria mundialmente interpretando o super agente secreto James Bond e Remington Steele foi um "estágio" para Pierce Brosnan encarnar tão bem 007 sendo equiparado aos dois maiores interpretes do famoso agente britânico Sean Connery (1962-1967-1971) e Roger Moore (1973-1985).